# پژمان بازغی
پژمان بازغی (زادهٔ ۱۹ مرداد ۱۳۵۳) بازیگر سینما و تلویزیون و مجری اهل ایران است.

## زندگی
پژمان بازغی ۱۹ مرداد سال ۱۳۵۳ در یک خانوادهٔ ۵ نفره در تهران متولد شد. اصل و ریشهٔ خانوادگی‌اش به شمال ایران و به شهر آستانه اشرفیه، روستای کیسم بر می‌گردد؛ در دوران کودکی، به واسطهٔ شغل پدرش، در شهرهای مختلف زندگی کرده است. پس از تولد، ۴ سال در تهران و در منازل سازمانی نیروی دریایی زندگی کرده و هم‌زمان با پیروزی انقلاب ۱۳۵۷ ایران به شهر رشت می‌رود. با شروع جنگ ایران و عراق و اعزام پدرش برای محافظت مرزهای آب ایران و خلیج فارس به بوشهر رفته و با پایان جنگ، خانواده به تهران بازمی‌گردند.
بازغی پس از قبولی در دانشگاه آزاد واحد لاهیجان برای تحصیل رشته مهندسی معدن به آنجا بر می‌گردد و از همان‌جا با سینما آشنا می‌شود. در سال ۱۳۷۳ با ورود به سینمای جوانان مرکز گیلان در اولین فیلمش با نام اعتراف ساخته مجید فهیم خواه بازی می‌کند.
پس از آن به مدت ۲ سال به ایفای نقش در مجموعهٔ تلویزیونی آژانس دوستی می‌پردازد که باعث شهرت او می‌شود و سپس ایفای نقش در فیلم‌هایی همچون جوانی و بلوغ و مجموعهٔ گمگشته باعث تثبیت جایگاه او در سینما و تلویزیون شد.
بازغی در سال ۱۳۸۴ با مستانه مهاجر ازدواج کرد. او همچنین به‌عنوان مجری در چند برنامهٔ تلویزیونی از جمله: چند درجه، کودک شو و برنامهٔ سال تحویل ۱۳۹۶ شبکهٔ دو سیما حضور داشته است.
بازغی در سال ۱۴۰۲ به عنوان رئیس انجمن صنفی بازیگران سینما انتخاب شد.

## فیلم‌شناسی

### سینما
| سال  | نام                          | کارگردان            |
| ---- | ---------------------------- | ------------------- |
| ۱۴۰۴ | تراشه                        | منوچهر هادی         |
| ۱۴۰۲ | بهشت تبهکاران                | مسعود جعفری جوزانی  |
| ۱۴۰۲ | آدم فروش                     | محمود کلاری         |
| ۱۴۰۱ | پرونده باز است               | کیومرث پوراحمد      |
| ۱۳۹۹ | هفته‌ای یک‌بار آدم باش         | شهرام شاه‌حسینی      |
| ۱۳۹۹ | خورشید آن ماه                | ستاره اسکندری       |
| ۱۳۹۹ | وثیقه                        | حسین قاسمی جامی     |
| ۱۳۹۹ | جوجه تیغی                    | مستانه مهاجر        |
| ۱۳۹۹ | راند چهارم                   | علیرضا امینی        |
| ۱۳۹۸ | سلفی با دموکراسی             | علی عطشانی          |
| ۱۳۹۸ | بازیوو                       | امیرحسین قهرایی     |
| ۱۳۹۷ | ترانه ای عاشقانه برایم بخوان | مهرداد غفارزاده     |
| ۱۳۹۷ | ماموریت غیرممکن              | یعقوب غفاری         |
| ۱۳۹۷ | سمفونی نهم                   | محمدرضا هنرمند      |
| ۱۳۹۷ | تیغ و ترمه                   | کیومرث پوراحمد      |
| ۱۳۹۷ | پیشونی سفید ۳                | سید جواد هاشمی      |
| ۱۳۹۷ | عشق به سبک فارسی             | فلوریان باکس مایر   |
| ۱۳۹۶ | هایلایت                      | اصغر نعیمی          |
| ۱۳۹۶ | پیشونی سفید ۲                | سید جواد هاشمی      |
| ۱۳۹۵ | نیوکاسل                      | محسن قصابیان        |
| ۱۳۹۵ | یک کامیون غروب               | ابوالفضل صفاری      |
| ۱۳۹۵ | همه چی عادیه                 | محسن دامادی         |
| ۱۳۹۵ | اسرافیل                      | آیدا پناهنده        |
| ۱۳۹۵ | شاخ کرگدن                    | محسن محسنی نسب      |
| ۱۳۹۵ | گروه آلما                    | عباس مرادیان        |
| ۱۳۹۵ | توچال                        | محمد آهنگرانی       |
| ۱۳۹۵ | چهل کچل                      | صادق دقیقی          |
| ۱۳۹۴ | من و شارمین                  | بیژن شیرمرز         |
| ۱۳۹۴ | خانه دیگری                   | بهنوش صادقی         |
| ۱۳۹۴ | هلن                          | علی‌اکبر ثقفی        |
| ۱۳۹۴ | بارکد                        | مصطفی کیایی         |
| ۱۳۹۴ | فصل نرگس                     | نگار آذربایجانی     |
| ۱۳۹۴ | پاییز                        | مهدی بوستان پرور    |
| ۱۳۹۴ | بلوگا                        | مهدی جعفری          |
| ۱۳۹۳ | خنده‌های آتوسا                | علیرضا فرید         |
| ۱۳۹۳ | این سیب هم برای تو           | سیروس الوند         |
| ۱۳۹۳ | ناهید                        | آیدا پناهنده        |
| ۱۳۹۲ | افسونگر                      | حسین تبریزی         |
| ۱۳۹۲ | انارهای نارس                 | مجیدرضا مصطفوی      |
| ۱۳۹۲ | دو ساعت بعد مهرآباد          | علیرضا فرید         |
| ۱۳۹۲ | نازنین                       | مهدی گلستانه        |
| ۱۳۹۲ | دور زدن ممنوع                | محمد بصیری          |
| ۱۳۹۱ | گره آخر                      | مهدی لفافیان        |
| ۱۳۹۱ | شهر تنهایی                   | سعید عباسی          |
| ۱۳۹۰ | خیابان یک طرفه               | اسماعیل فلاح پور    |
| ۱۳۹۰ | ساعت شلوغی                   | آرش معیریان         |
| ۱۳۹۰ | روز ملاقات                   | مهرداد غفارزاده     |
| ۱۳۹۰ | اینجا شهر دیگری است          | احمدرضا گرشاسبی     |
| ۱۳۹۰ | مانده از آسمان               | محمدرضا آهنج        |
| ۱۳۸۹ | مرگ کسب و کار من است         | امیر ثقفی           |
| ۱۳۸۸ | فاصله                        | کامران قدکچیان      |
| ۱۳۸۸ | ندارها                       | محمدرضا عرب         |
| ۱۳۸۸ | تهرون                        | نادر تکمیل همایون   |
| ۱۳۸۷ | دعوت                         | ابراهیم حاتمی کیا   |
| ۱۳۸۷ | گامهای معلق                  | شهرام شاه‌حسینی      |
| ۱۳۸۷ | خاطره                        | نادر طریقت          |
| ۱۳۸۷ | خواب لیلا                    | مهرداد میرفلاح      |
| ۱۳۸۷ | به هدف شلیک کن               | محمد کتیرایی        |
| ۱۳۸۷ | فرود در غربت                 | سعید اسدی           |
| ۱۳۸۶ | ریسمان باز                   | مهرشاد کارخانی      |
| ۱۳۸۵ | قصه عشق                      | بیژن بیرنگ          |
| ۱۳۸۴ | راه طی شده                   | عباس رافعی          |
| ۱۳۸۴ | آن سوی دیوار                 | فریدون فرهودی       |
| ۱۳۸۳ | کافه ستاره                   | سامان مقدم          |
| ۱۳۸۲ | دوئل                         | احمدرضا درویش       |
| ۱۳۸۲ | تارا و تب توت فرنگی          | سعید سهیلی          |
| ۱۳۸۲ | سربازهای جمعه                | مسعود کیمیایی       |
| ۱۳۸۱ | دختری در قفس                 | قدرت‌الله صلح‌میرزایی |
| ۱۳۷۷ | بلوغ                         | مسعود جعفری جوزانی  |
| ۱۳۷۷ | جوانی                        | مجید قاری زاده      |
| ۱۳۷۵ | اعتراف                       | مجید فهیم خواه      |

### تلویزیون
| سال  | نام                  | کارگردان                 | نقش                 |
| ---- | -------------------- | ------------------------ | ------------------- |
| ۱۴۰۴ | مهمان‌کشی             | احمد کاوری               | یزید بن معاویه      |
| ۱۴۰۴ | یزدان                | منوچهر هادی              | عماد عرفانی         |
| ۱۴۰۳ | غریبه                | سروش محمدزاده            | سینا شاهمیری        |
| ۱۴۰۲ | نیکان                | علی سراهنگ               |                     |
| ۱۴۰۰ | پلاک ۱۳              | آرش معیریان و شهاب عباسی | سروان محسن ریاحی    |
| ۱۴۰۰ | افرا                 | بهرنگ توفیقی             | وحید قلی‌پور         |
| ۱۳۹۹ | بیگانه ای با من است  | احمد امینی آرش معیریان   | صادق شهرابی         |
| ۱۳۹۸ | مرضیه                | فلورا سام                | احسان شکیبا         |
| ۱۳۹۷ | کوبار                | فریدون حسن پور           | دکتر                |
| ۱۳۹۶ | محکومین              | حسین قناعت               |                     |
| ۱۳۹۶ | در جستجوی آرامش      | سعید سلطانی              |                     |
| ۱۳۹۶ | گمشدگان              | رضا کریمی                |                     |
| ۱۳۹۵ | روزهای بی‌قراری       | کاظم معصومی              | فرهاد               |
| ۱۳۹۵ | هشت و نیم دقیقه      | شهرام شاه‌حسینی           | امیر تاجیک          |
| ۱۳۹۴ | محله گل و بلبل       | احمد درویشعلی پور        | برادر زهره خانم     |
| ۱۳۹۴ | آسمان من             | محمدرضا آهنج             |                     |
| ۱۳۹۳ | گذر از رنج‌ها         | فریدون حسن پور           | مهندس تیرداد        |
| ۱۳۹۳ | بی‌قرار               | فلورا سام                | بهروز اعظمی         |
| ۱۳۹۲ | دولت مخفی            | عبدالحسن برزیده          | سعید حیدری          |
| ۱۳۹۲ | مینی سریال بوی باران | حسین تبریزی              |                     |
| ۱۳۹۲ | سرزمین مادری         | کمال تبریزی              | محمودرضا بهادری     |
| ۱۳۹۰ | سی امین روز          | جواد افشار               |                     |
| ۱۳۹۰ | پایتخت ۱             | سیروس مقدم               | پلیس                |
| ۱۳۸۹ | همچون سرو            | بیژن بیرنگ               |                     |
| ۱۳۸۹ | تاوان                | شهرام شاه‌حسینی           | پویان مشتاق         |
| ۱۳۸۸ | فاکتور هشت           | رضا کریمی                | مهدی کاشفی          |
| ۱۳۸۸ | مرد دوهزار چهره      | مهران مدیری              | سروان شاهین اعتمادی |
| ۱۳۸۷ | مرد هزار چهره        | مهران مدیری              | سروان شاهین اعتمادی |
| ۱۳۸۴ | روزهای اعتراض        | حسین سهیلی‌زاده           |                     |
| ۱۳۸۴ | لبه تاریکی           | سعید سلطانی              | امیر (پلیس)         |
| ۱۳۸۳ | سایه آفتاب           | محمدرضا آهنج             |                     |
| ۱۳۸۱ | دریایی‌ها             | سیروس مقدم               |                     |
| ۱۳۸۰ | گم‌گشته               | رامبد جوان               |                     |
| ۱۳۸۰ | گروه ویژه            | مهرداد خوشبخت            |                     |
| ۱۳۸۰ | زیر آسمان شهر        | مهران غفوریان            | یوسف (ژوزف)         |
| ۱۳۷۹ | این یک دادگاه نیست   | اصغر توسلی               |                     |
| ۱۳۷۸ | کاشانه               | قاسم جعفری               |                     |
| ۱۳۷۸ | آژانس دوستی          | احمد رمضان زاده          | جواد                |

### نمایش خانگی
| سال  | نام       | کارگردان     | نقش              |
| ---- | --------- | ------------ | ---------------- |
| ۱۴۰۳ | گردن زنی  | سامان سالور  | پیمان            |
| ۱۴۰۰ | خاتون     | تینا پاکروان | سرهنگ سنگری      |
| ۱۴۰۰ | قبله عالم | حامد محمدی   | میرزا رضا کرمانی |
| ۱۳۹۷ | ممنوعه    | امیر پورکیان | کامران شمیم      |
| ۱۳۹۱ | قلب یخی ۳ | سامان مقدم   | هدایت            |

### برنامه
- شبهای مافیا
- شام ایرانی
- کودک شو[۱۲]
- دورهمی
- خندوانه
- چهل تیکه
- چند درجه
- ام شو
- ستاره بیست
- همبازی شو